# Kansan Uutiset
Kansan Uutiset (les nouvelles du peuple) est une revue hebdomadaire finlandaise. C'est l'hebdomadaire de l'Alliance de gauche.
Kansan Uutiset commença à paraître en janvier 1957 quand fusionnèrent Työkansan Sanomat, l'organe du SKP et Vapaa Sana, l'organe du SKDL. 
Dans les années 1990, Kansan Uutiset se disait "Revue indépendante de gauche"
Depuis 2000, Kansan Uutiset revendique son statut de revue de l'Alliance de gauche. L'Alliance de gauche ne possède pas directement d'actions.
Actuellement, la majorité des parts est tenue par la Fondation Yrjö Sirola.
Kansan Uutiset était publiée 4 jours par semaine jusqu'à septembre 2009, puis devint hebdomadaire.

## Rédacteur en chef
- Jarno Pennanen (1957)
- Jorma Simpura (1957–1974)
- Erkki Kauppila (1974–1988)
- Yrjö Rautio (1988–2004)
- Janne Mäkinen (2004–2008)
- Jouko Joentausta (2008–)